# Christopher Meloni
Christopher Peter Meloni (sinh ngày 2 tháng 4 năm 1961) là một nam diễn viên người Mỹ.

## Danh sách phim

### Điện ảnh
| Năm  | Tên                                       | Vai                  | Ghi chú |
| ---- | ----------------------------------------- | -------------------- | ------- |
| 1994 | Clean Slate                               |                      |         |
| 1994 | Junior                                    |                      |         |
| 1995 | 12 Monkeys                                |                      |         |
| 1996 | Bound                                     |                      |         |
| 1997 | Money Talks                               |                      |         |
| 1998 | Brown's Requiem                           |                      |         |
| 1998 | Fear and Loathing in Las Vegas            |                      |         |
| 1998 | The Souler Opposite                       |                      |         |
| 1999 | Carlo's Wake                              | Bennetto Torello     |         |
| 1999 | Runaway Bride                             | Bob Kelly            |         |
| 2001 | Wet Hot American Summer                   | Gene Jenkinson       |         |
| 2002 | That Brief Moment                         | Ken                  |         |
| 2004 | Harold & Kumar Go to White Castle         |                      |         |
| 2008 | Harold & Kumar Escape from Guantanamo Bay | Grand Wizard         |         |
| 2008 | Nights in Rodanthe                        | Jack Willis          |         |
| 2009 | Brief Interviews with Hideous Men         |                      |         |
| 2009 | Carriers                                  | Frank                |         |
| 2010 | Green Lantern: First Flight               |                      |         |
| 2011 | National Lampoon's Dirty Movie            |                      |         |
| 2013 | Awful Nice                                | Jon Charbineau       |         |
| 2013 | Man of Steel                              | Colonel Nathan Hardy |         |
| 2013 | 42                                        | Leo Durocher         |         |
| 2014 | Beef                                      | Lou                  |         |
| 2014 | White Bird in a Blizzard                  | Brock Connors        |         |
| 2014 | Small Time                                | Al Klein             |         |
| 2014 | They Came Together                        | Roland               |         |
| 2014 | Sin City: A Dame to Kill For              |                      |         |
| 2015 | The Diary of a Teenage Girl               | Pascal MacCorkill    |         |
| 2016 | I Am Wrath                                | Dennis               |         |
| 2016 | Marauders                                 |                      |         |
| 2016 | Holding Patterns                          | Howard               |         |
| 2017 | Snatched                                  | Roger Simmons        |         |